# 宮西町 (名古屋市)
宮西町（みやにしちょう）は、愛知県名古屋市千種区の地名。

## 歴史

### 町名の由来
高牟神社の西側に位置することによるという。

### 沿革
- 1938年（昭和13年）6月1日 - 千種区千種区の一部により、同区宮西町が成立[3]。
- 1979年（昭和54年）5月5日 - 千種区今池一丁目・今池二丁目・千種一丁目にそれぞれ編入され消滅[3]。